# Neobisium creticum
Neobisium creticum är en spindeldjursart som först beskrevs av Max Beier 1931.  Neobisium creticum ingår i släktet Neobisium, och familjen helplåtklokrypare. Inga underarter finns listade.